# Stenopegylis cylindrica
Stenopegylis cylindrica is een keversoort uit de familie bladsprietkevers (Scarabaeidae). De wetenschappelijke naam van de soort is voor het eerst geldig gepubliceerd in 1943 door Arrow.